# 80a Brigada Mixta (Exèrcit Popular de la República)
La 80a Brigada Mixta va ser una unitat de l'Exèrcit Popular de la República creada durant la Guerra Civil Espanyola. Situada en el secundari front d'Andalusia, la brigada va tenir un paper poc rellevant durant la contesa.

## Historial
La unitat va ser creada al febrer de 1937 en el front Jaén-Granada a partir dels batallons «Granada» i «Maroto», així com amb forces milicianes del sector de Noalejo. El comandament de la nova brigada va recaure en el comandant d'infanteria Enrique García Moreno, mentre que la prefectura d'Estat Major se li va encomanar al capità de cavalleria José Gavilanes Verea. A l'abril la 80a BM va ser assignada a la 21a Divisió; per a llavors tenia la seva caserna general en Jaén i cobria el sector Frailes-Mures-Charilla.
El comandant García Moreno va ser substituït breument el mes de juny pel comandant Antonio Gallego Abril, i poc després pel comandant Carlos Cuerda Gutiérrez. Est va ostentar el comandament de la unitat fins al 20 de gener de 1938, quan va ser substituït pel major de milícies Manuel Galván Rodríguez.
Al maig de 1938 un dels batallons de la unitat va ser enviat com a reforç al capdavant de Llevant, sent substituït per un altre batalló integrat per reclutes. A l'octubre va ser rellevada en les seves posicions per la 106a Brigada Mixta, i la 80a BM fou sotmesa a una reorganització en l'àrea de Martos i Torredonjimeno. Al novembre estava previst que participés en un atac contra Granada, però l'operació finalment es va frustrar i en canvi va participar al costat de la 78a Brigada Mixta en un atac contra el sector de Tózar-Limones —que es va saldar amb la gairebé destrucció de la seva 3.er batalló. Va romandre en el front andalús fins al final de la contesa.

## Comandaments
Comandants
- Comandant d'infanteria Enrique García Moreno;
- Comandant d'infanteria Antonio Gallego Abril;
- Comandant d'infanteria Carlos Cuerda Gutiérrez;
- Major de milícies Manuel Galván Rodríguez;

Comissaris
- Ángel Marcos Salas, de la CNT;[4]
- Severiano Rico Leal;

Caps d'Estat Major
- Capità de cavalleria José Gavilanes Verea;